# Noclehárna
Noclehárna je zařízení, které je určené jak lidem bez domova, tak i pro lidi, kteří chtějí, nebo potřebují, někde přenocovat a využít hygienického servisu, případně potravinového servisu za úhradu nebo zdarma.

## Noclehárna jako zařízení sociálních služeb
Noclehárna představuje sociální zařízení pro lidi bez přístřeší, kteří chtějí přenocovat i někde jinde, než jen na ulici. Noclehárna stejně jako všechny sociální služby, které jsou určené lidem ve špatné sociální situaci, spadá do služeb sociální prevence.
Noclehárna poskytuje podle zákona o sociálních službách ambulantní službu osobám bez přístřeší, které mají zájem o využití hygienického zařízení a přenocování. „Noclehárna je sociální zařízení určené lidem bez domova, kteří chtějí přespat, využít hygienického servisu, případně potravinového servisu za úhradu nebo zdarma.“ Úhrada za noclehárnu není vysoká, ve většině případů odpovídá 30 Kč/noc. „Noclehárna nabízí teplo, sucho, čistotu, postel s dekou, a polštářem, střechu nad hlavou.“

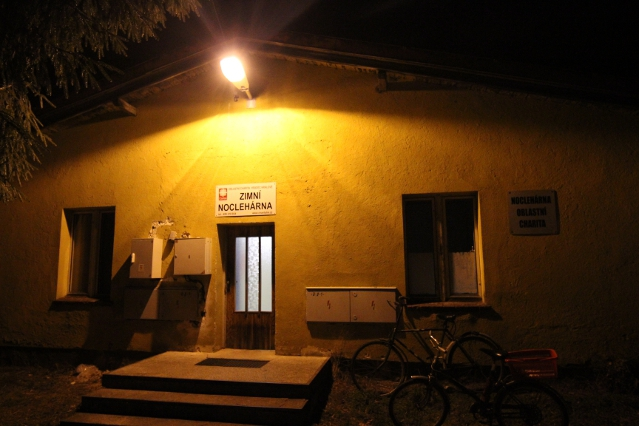
Zimní noclehárna v Hradci Králové

Podmínkou využití noclehárny je, že návštěvník noclehárny nesmí být pod vlivem alkoholu ani jiné omamné látky, nesmí být agresivní a nesmí trpět žádným infekčním onemocněním. Dalším pravidlem noclehárny je, že klient se smí na noclehárně zdržovat zpravidla jen večer, nikoli přes den. Je to z důvodu, že se pracovníci v noclehárně snaží donutit klienty k činnosti během dne, vydělávání peněz, a nikoli k lenošení v noclehárně. Zařízení v noclehárně je skromné, jedná se většinou o velkou místnost s mnoha lůžky.
„Při příchodu se klient prokáže dokladem nebo podepíše prohlášení stvrzující jím uvedená data.“ Další možností, jak se může klient prokázat je „předložení náhradního dokladu (potvrzení o občanském průkazu), který vystaví Policie ČR, popřípadě magistrát města, nebo městský úřad poté, co se na základě udání osobních údajů potvrdí totožnost člověka.“ Klient, který navštíví noclehárnu, má možnost se vysprchovat a vyměnit své staré a špinavé oblečení za nové, a tím se předpokládá větší šance k nalezení zaměstnání. Tak, jak říká zákon č. 108/2006 Sb., že každá osoba má právo na bezplatné poskytnutí sociálního poradenství o možnostech řešení své nepříznivé sociální situace nebo jejího předcházení, tak i „pracovníci noclehárny jsou klientovi celou dobu jeho pobytu v zařízení k dispozici, poskytují informace, poradenství a zprostředkovávají kontakt se zařízeními, jejichž služby má klient zájem využít, pomáhají při uplatňování práv, oprávněných zájmů a při obstarávání osobních záležitostí.“
Lucie Kozlová ve své knize o sociálních službách uvádí, že se noclehárna řadí mezi krátkodobé sociální služby, což znamená, že služba, která je poskytovaná, zpravidla netrvá déle než jeden měsíc. Tím se očekává, že díky pomoci, která je poskytovaná např. v noclehárně (správná hygiena, čisté oblečení a další) pomůže k rychlejšímu návratu do zaměstnání a tím i k zlepšení životního statusu klienta.